# Proving His Love; or, The Ruse of a Beautiful Woman
Proving His Love; or, The Ruse of a Beautiful Woman è un cortometraggio muto del 1911. Il nome del regista non viene riportato nei credit.

## Produzione
Il film fu prodotto dalla Vitagraph Company of America.

## Distribuzione
Distribuito dalla General Film Company, il film - un cortometraggio in una bobina - uscì nelle sale cinematografiche  - cortometraggio il 16 giugno 1911.